# ماريو بيلي
ماريو بيلي (بالإنجليزية: Mario Bailey)‏ هو لاعب كرة قدم أمريكية أمريكي، ولد في 30 نوفمبر 1970 في سياتل في الولايات المتحدة.